# MacAlpine Lake
Der MacAlpine Lake ist ein See im kanadischen Territorium Nunavut.

## Lage
Der MacAlpine Lake befindet sich in einer Tundralandschaft im Norden Kanadas. Der See liegt 140 km südlich des Arktischen Ozeans. Der Ort Baker Lake befindet sich knapp 400 km südöstlich des Sees. Die Wasserfläche beträgt 421 km², mit Inseln beträgt die Gesamtfläche 447 km².
Der Perry River entwässert den See znach Norden zum Queen Maud Gulf.